# کیک‌های تک خال
کیک‌های تک خال (انگلیسی: Ace of Cakes) یک برنامه تلویزیون واقع‌نما است که از شبکه فود نت‌ورک پخش می‌شود. این نمایش بر روی عملیات روزانه کیک فروشی سفارشی داف گلدمن، Charm City Cakes، در بالتیمور، مریلند متمرکز بود. از جمله مالکیت کسب و کار کوچک، کار با فروشندگان مختلف، مزه مزه کردن با مشتریان، ساخت کیک، و ارائه محصولات خود.